# Conway (Iowa)
Conway es una ciudad situada en el condado de Taylor, en el estado de Iowa, Estados Unidos. Según el censo de 2010 tenía una población de 41 habitantes.

## Geografía
Según la Oficina del Censo de los Estados Unidos, la localidad tiene un área total de 0,57 km², la totalidad de los cuales 0,57 km² corresponden a tierra firme.

## Demografía
Según el censo de 2010, había 41 personas residiendo en la localidad. La densidad de población era de 71,93 hab./km². Había 24 viviendas con una densidad media de 42,11 viviendas/km². El 100% de los habitantes eran blancos.